# Фрегат-М
MP-710М «Фрегат-М» (обозначение НАТО — англ. Top Steer) — советская и российская трёхкоординатная РЛС корабельного базирования семейства «Фрегат».

## Конструкция
Антенная система состоит из двух механически связанных антенн, объединённых в одном антенном посте. Основная антенна трёхкоординатная, представляет собой фазированную антенную решётку с частотным сканированием по углу места. Отражатель выполнен в виде параболического цилиндра небольшим наклоном от вертикали, облучатель — в виде спирально навитого на штангу волновода, который расположен на фокусной линии отражатели, щелевые облучатели распределёны по длине волновода и находятся со стороны отражателя.
Сканирование по углу места частотное, по азимуту — механическое. Вспомогательная антенна двухкоординатная, параболическая с механическим сканированием.
В верхней части основной антенны размещена антенна системы радиолокационного распознавания «свой-чужой».

## Тактико-технические характеристики
Максимальная дальность обзора — 145—150 км, минимальная — 2 км. Дальность обнаружения воздушных целей: ракета на расстоянии 27—30 км, самолёт — 125–130 км. Время приведения в боевую готовность — 5 минут.

## Установки на кораблях
- Эскадренные миноносцы проекта 956 (1—3 корабли в серии)
  - «Современный»
  - «Отчаянный»
  - «Отличный»
- Крейсера проекта 1164 (1—2 корабли в серии)
  - «Москва» («Слава»)
  - «Маршал Устинов»
- Авианесущие крейсера проекта 1143 (1—3 корабли в серии)
  - «Киев»
  - «Минск»
  - «Новороссийск»
- Крейсера проекта 1144 (1—2 корабли в серии)
  - «Адмирал Ушаков» («Киров»)
  - «Адмирал Лазарев» («Фрунзе»)
- Большие противолодочные корабли проекта 61Э 
  - «Проворный»

## Фото

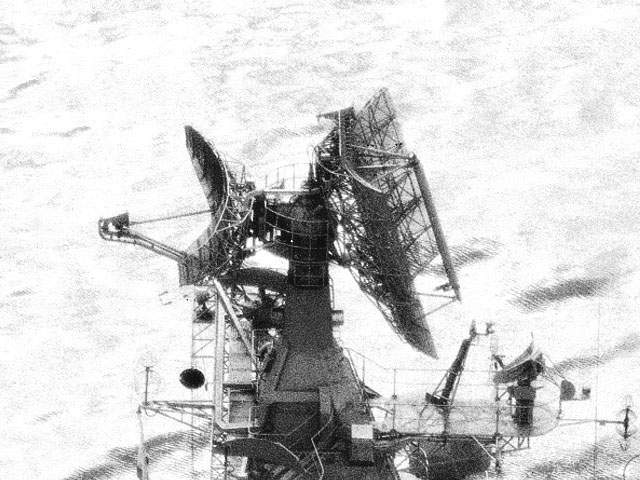
РЛС «Фрегат-М» на эсминце «Отличный»
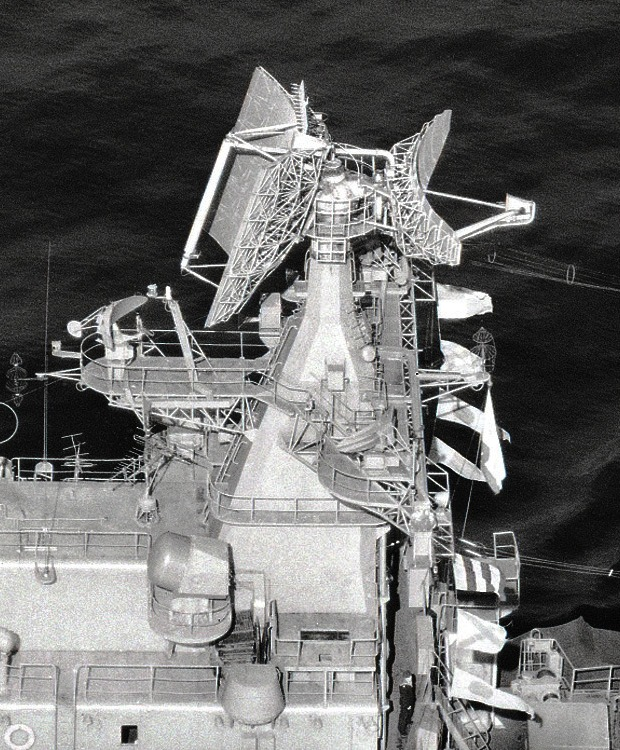
РЛС «Фрегат-М» на эсминце «Отличный»